# 184314 Mbabamwanawaresa
184314 Mbabamwanawaresa este o planetă minoră (asteroid) din Obiect transneptunian. A fost descoperită pe 11 martie 2005 la Observatorul Național Kitt Peak de Marc Buie⁠(d). 
Obiectul prezintă o orbită caracterizată de o semiaxă mare de 44,874552119306 de UAi, o excentricitate de 0,138, o înclinație de 5,8 ° în raport cu ecliptica.